# Pekáry Ferenc
Zebegnyői  Pekáry Ferenc (1859 – Budapest, 1925. február 16.) büntetőjogász, rendőrfőkapitány-helyettes, miniszteri tanácsos, a daktiloszkópia, és az erre épülő országos bűnügyi nyilvántartás magyarországi meghonosítója.

## Életpályája
Pekáry Antal és Duka Mária fia. Felesége, akivel 1887-ben Miglécen házasodott össze, Kiss Anna (megh. 1946) volt. 1882-ben kezdte pályafutását a Thaisz-korszakban. Jogi tanulmányai befejeztével 1884-ben fogalmazó gyakornok lett, majd végigjárta a tiszti ranglétrát: volt díjnok, írnok, fogalmazó, 1892-től főkapitány titkár, 1896-tól kerületi kapitány. 1904-ben rendőrtanácsossá, 1906-ban a bűnügyi osztály vezetőjévé és főkapitány-helyettesé nevezték ki, majd budapesti főkapitány lett. 1912-ben rendelték szolgálattételre a minisztériumba, ahol az újonnan létrehozott rendőri ügyosztály vezetője lett, (belügyi) miniszteri osztálytanácsos, miniszteri tanácsos volt. 1913–1916 között a XIII. Államrendészeti Főosztály főnöke, majd 1917-ben a X. Törvényelőkészítő Főosztály vezetője volt. Harmincöt évi szolgálat után 1917-ben vonult nyugállományba. Számos kitüntetés tulajdonosa volt.
Munkássága igazán dr. Boda Dezső főkapitány mellett bontakozott ki. A rendőri intézmények terén bevezetett reformjaik a budapesti Állam (királyi csendőrség) rendőrséget európai szintre emelték. 1912-ben bevezetett vidéki (csendőrség) rendőrség államosítása kapcsán a miniszteri tanácsosi cím adományozása mellett még megkapta a miniszteri osztálytanácsosi címet. Egyidejűleg megbízták a Belügyminisztérium XIII. Államrendészeti Főosztályának szervezésével és vezetésével.

## Szerepe a daktiloszkópia bevezetésében
A kontinensen elsőként Magyarországon vezették be a daktiloszkópia alkalmazását. Az új azonosítási módszer elterjedésében nagy szerepe volt. 1901-ben Angliában járt és tanulmányozta az ottani rendőri szervezetet. Ekkor ismerte meg a Galton—Henry-módszert, s mikor hazatért, a daktiloszkópia használatáról javaslatot terjesztett elő, melyet el is fogadtak, és ennek alapján 1902-ben megszervezték Budapesten is a bűnügyi nyilvántartást.

„Az új rendszer megértésére beszereztem az angolok által használt E.R.Henry C.S.J. londoni nyugalmazott rendőrfönökhelyettes által szerkesztett „Classification and Uses of Fingerprints” c. munkát. Beszereztem továbbá az ujjlenyomatoknál a londoni rendőrség által használt blankettákat, a nyomdásztentát, a tentának valamely tetszésszerinti fémlapon (réz vagy bádog) szétmázolására alkalmas eszközt, valamint a lenyomat leolvasásához a londoni rendőrség által használt nagyítóüveg egy példányát.”

– Pekáry Ferenc

Bár kezdetben nem nagy lelkesedés fogadta az új technikát, a dánoki négyes rablógyilkosság tettesének felderítése meggyőzte a kétkedőket is a módszer hasznosságáról. A daktiloszkópia használata Európa-szerte már az első világháború előtt elterjedt.

## További kiemelkedő eredményei
Ő állította fel a dunai kapitányságot. Megreformálta a tolonc- és cselédügyeket, javaslatára hozták létre a toloncházi jogvédő irodát. Tanulmányt jelentetett meg a dologházakról, melyben kifejtette, hogy az önhibájukon kívül gondoskodásra szorulók csoportját mindenképpen ki kell vezetni a rendészeti tevékenység köréből, mivel őket nem lehet büntetőjogilag felelősségre vonni. A jó fizikai állapotúak és a kétes egzisztenciák számára olyan, munkakötelezettséggel együtt járó dologházi elhelyezést javasolt, ahol, ha valódi gazdasági értékkel bíró munkát nem is, de valamilyen rendszeres produktív tevékenységet elláthatnak a befogadottak. A javíthatatlan, visszaeső elkövetők számára pedig a szigorított dologházat tartotta célravezetőnek.
Jelentős érdemei vannak a budapesti rendőrség államosítására vonatkozó törvényjavaslat előkészítésében, valamint a vidéki rendőrség államosításában, az erre vonatkozó előterjesztést ő készítette el. „A rendőrségre vonatkozó törvényjavaslat elkészítésével kapcsolatos tennivalók szakszerű ellátására, illetve irányítására dr. Pekáry Ferenc budapesti főkapitány helyettes 1912-ben miniszteri tanácsosi címmel osztálytanácsossá neveztetett ki a belügyminisztériumba és átvette az e célra szervezett főosztály vezetését. Széleskörű anyaggyűjtés után mindenekelőtt az 1913. évi március hó 11-én kelt 41.500.913 XIII. sz. belügyminiszteri rendelet kibocsátását kezdeményezte. E rendelet az 1912. évi LVIII. t. c. és az 1913. évi költségvetés alapján államsegélyeket engedélyez és utalványoz, melyeket elsősorban a városi rendőrségek legégetőbbnek mutatkozó szükségleteinek kielégítésére kell fordítani és pedig a rendőrlegénység illetményeinek javítására, rendszeres rendőri szakoktatási célokra, a polgári biztosi (detektív szolgálat létesítésének, illetve fejlesztésének a megkezdésére), végül közbiztonsági rendelkezési alap rendszeresítésére.”
Nevéhez számos gyermekjóléti intézmény fűződik.

## Egyesületi tagságai
Az Országos Protestáns Patronázs Egyesület, melynek célja az elzüllött gyermekek és fiatalkorúak megmentése volt, 1909. évi alakuló közgyűlésén a választmány tagjává választotta. 1910-ben a szeretetházi felügyelő bizottság tagjává választották, 1911-ben az egyesület alelnöke, 1914-ben a szeretetház intéző-bizottsága elnöke lett. 1911-ben a Gyermekvédő Liga igazgató-választmányi tagjává választották, és ebben a minőségében lett 1920-ban a belügyminiszter által kinevezett országos mozgóképvizsgáló bizottság tagja. 1912-ben a Jogvédő Egyesület választmányi tagja, 1913-ban a Nemzetközi Büntetőjogi Egyesület magyar tagozatának alelnökévé választották. 1914-től a fiatalkorúak budapesti felügyelő hatósága tagja volt.

## Díjai, elismerései
Több hazai és külföldi kitüntetésben részesült: Vaskorona-rend III. osztályzata, orosz Vörös Sas-rend, spanyol III. Károly-rend középkeresztje, bolgár Polgári érdemrend (1908), Polgári hadi érdemkereszt II. fokozat, a román Korona Rendjének parancsnoki keresztje (1910).

## Emlékezete
Sírja a Kerepesi temetőben található. Síremlékét, amely Lányi Dezső szobrászművész alkotása, a Magyar Királyi Államrendőrség állíttatta számára. A műemléki védettséget élvező síremlék felirata: „Atyai barátjának és lánglelkű tanitómesterének hálás kegyelettel emelte a budapesti M. Kir. Állami Rendőrség tisztikara 1926. évben.”
A síremlék olyan rettenetes állapotban van, hogy azon a vezeték- és keresztneven kívül semmi más nem olvasható!

## Publikációi
- dr. Pekáry Ferenc (1909. január 2.). „A dologházakról”. Pesti Napló 60 (1), 103. o. (Hozzáférés: 2016. január 19.)
- Pekáry Ferenc: A csavargásról. Büntetőjogi dolgozatok Wlassics Gyula születése hatvanadik évfordulójának ünnepére, Budapest, 1912.[43]